# Noeki Klein

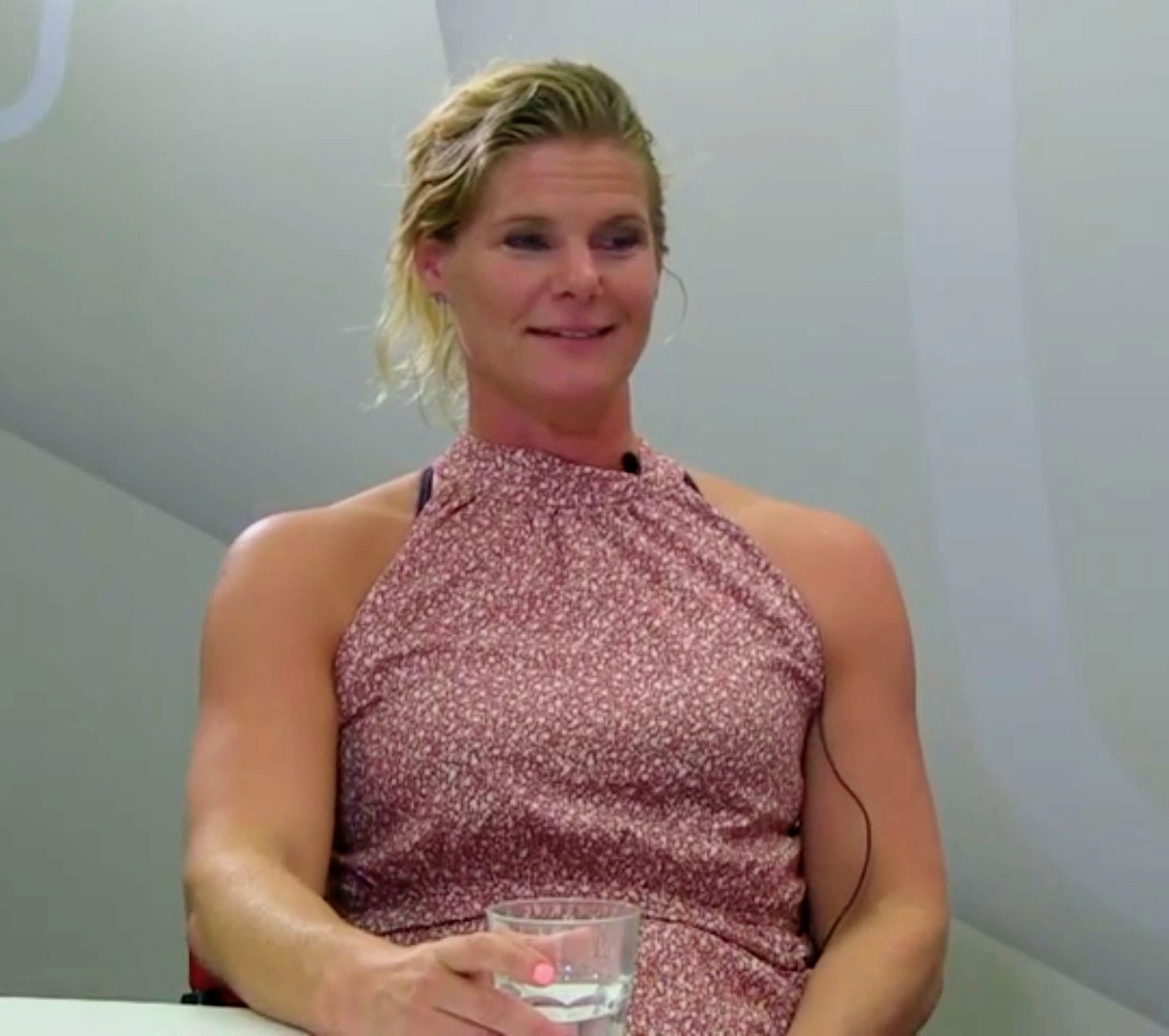
Noeki Klein

Noeki Klein, född 28 april 1983 i Leiderdorp, är en nederländsk vattenpolospelare. Hon ingick i Nederländernas landslag vid olympiska sommarspelen 2008.
Klein tog OS-guld i damernas vattenpoloturnering i samband med de olympiska vattenpolotävlingarna 2008 i Peking. EM-brons tog hon år 2010 i Zagreb.